# Wahlbezirk Friaul-Julisch Venetien (Camera dei deputati)
Der Wahlbezirk Friaul-Julisch Venetien ist seit 1993 ein Wahlbezirk (circoscrizione elettorale) für die italienische Abgeordnetenkammer. Er gehört zum Region Friaul-Julisch Venetien.

## Von 2017 bis 2020

### Wahlkreise
- Wahlkreis Codroipo (Friuli-Venezia Giulia – 04)
- Wahlkreis Gorizia (Friuli-Venezia Giulia – 02)
- Wahlkreis Pordenone (Friuli-Venezia Giulia – 05)
- Wahlkreis Triest (Friuli-Venezia Giulia – 01)
- Wahlkreis Udine (Friuli-Venezia Giulia – 03)

### Wahl 2018
| Listen                   | Listen                                      | Proporzwahl | Proporzwahl | Proporzwahl | Majorzwahl | Majorzwahl | Majorzwahl | Mandate Gesamt |
| Listen                   | Listen                                      | Stimmen     | %           | Mandate     | Stimmen    | %          | Mandate    | Mandate Gesamt |
| ------------------------ | ------------------------------------------- | ----------- | ----------- | ----------- | ---------- | ---------- | ---------- | -------------- |
|                          | Lega per Salvini Premier                    | 178.194     | 25,9        | 2           | 296.143    | 43,0       | 5          | 9              |
| Forza Italia             | 73.598                                      | 10,7        | 1           |             | 296.143    | 43,0       | 5          | 9              |
| Fratelli d’Italia        | 36.598                                      | 5,3         | 1           |             | 296.143    | 43,0       | 5          | 9              |
| Noi con l’Italia – UDC   | 7.753                                       | 1,1         | –           |             | 296.143    | 43,0       | 5          | 9              |
|                          | Movimento 5 Stelle                          | 169.299     | 24,6        | 2           | 169.299    | 24,6       | –          | 2              |
|                          | Partito Democratico                         | 129.261     | 18,8        | 2           | 159.003    | 23,1       | –          | 2              |
| +Europa                  | 23.525                                      | 3,4         | –           |             | 159.003    | 23,1       | –          | 2              |
| Italia Europa Insieme    | 3.288                                       | 0,5         | –           |             | 159.003    | 23,1       | –          | 2              |
| Civica Popolare          | 2.929                                       | 0,4         | –           |             | 159.003    | 23,1       | –          | 2              |
|                          | Liberi e Uguali                             | 22.079      | 3,2         | –           | 22.079     | 3,2        | –          | –              |
|                          | CasaPound Italia                            | 8.775       | 1,3         | –           | 8.775      | 1,3        | –          | –              |
|                          | Patto per l’Autonomia                       | 7.079       | 1,0         | –           | 7.079      | 1,0        | –          | –              |
|                          | Potere al Popolo!                           | 5.935       | 0,9         | –           | 5.935      | 0,9        | –          | –              |
|                          | Italia agli Italiani (FN – FT)              | 5.610       | 0,8         | –           | 5.610      | 0,8        | –          | –              |
|                          | Il Popolo della Famiglia                    | 4.847       | 0,7         | –           | 4.847      | 0,7        | –          | –              |
|                          | Partito Valore Umano                        | 2.839       | 0,4         | –           | 2.839      | 0,4        | –          | –              |
|                          | 10 Volte Meglio                             | 1.929       | 0,3         | –           | 1.929      | 0,3        | –          | –              |
|                          | Per una Sinistra Rivoluzionaria (SCL – PCL) | 1.889       | 0,3         | –           | 1.889      | 0,3        | –          | –              |
|                          | Siamo                                       | 1.428       | 0,2         | –           | 1.428      | 0,2        | –          | –              |
|                          | Lista del Popolo per la Costituzione        | 865         | 0,1         | –           | 865        | 0,1        | –          | –              |
|                          | Rinascimento MIR                            | 772         | 0,1         | –           | 772        | 0,1        | –          | –              |
|                          | Blocco Nazionale per le Libertà             | 642         | 0,1         | –           | 642        | 0,1        | –          | –              |
| Gesamt                   | Gesamt                                      | 689.134     | 100         | 8           | 689.134    | 100        | 5          | 13             |
|                          |                                             |             |             |             |            |            |            |                |
| Ungültige Stimmen        | Ungültige Stimmen                           | 24.839      | –           |             |            |            |            |                |
| Wähler                   | Wähler                                      | 713.973     | 75,1        |             |            |            |            |                |
| Wahlberechtigte          | Wahlberechtigte                             | 950.403     |             |             |            |            |            |                |
|                          |                                             |             |             |             |            |            |            |                |
| Quelle: Innenministerium |                                             |             |             |             |            |            |            |                |

## Seit 2020

### Wahlkreise
- Wahlkreis Pordenone (Friuli-Venezia Giulia – 01)
- Wahlkreis Triest (Friuli-Venezia Giulia – 03)
- Wahlkreis Udine (Friuli-Venezia Giulia – 02)

### Wahl 2022
| Listen                              | Listen                                                  | Proporzwahl | Proporzwahl | Proporzwahl | Majorzwahl | Majorzwahl | Majorzwahl | Mandate Gesamt |
| Listen                              | Listen                                                  | Stimmen     | %           | Mandate     | Stimmen    | %          | Mandate    | Mandate Gesamt |
| ----------------------------------- | ------------------------------------------------------- | ----------- | ----------- | ----------- | ---------- | ---------- | ---------- | -------------- |
|                                     | Fratelli d’Italia                                       | 185.778     | 31,4        | 2           | 295.072    | 49,9       | 3          | 6              |
| Lega per Salvini Premier            | 64.789                                                  | 11,0        | 1           |             | 295.072    | 49,9       | 3          | 6              |
| Forza Italia                        | 39.584                                                  | 6,7         | –           |             | 295.072    | 49,9       | 3          | 6              |
| Noi Moderati                        | 4.921                                                   | 0,8         | –           |             | 295.072    | 49,9       | 3          | 6              |
|                                     | Partito Democratico – Italia Democratica e Progressista | 109.020     | 18,4        | 1           | 152.363    | 25,8       | –          | 1              |
| Alleanza Verdi e Sinistra           | 21.817                                                  | 3,7         | –           |             | 152.363    | 25,8       | –          | 1              |
| +Europa                             | 19.287                                                  | 3,3         | –           |             | 152.363    | 25,8       | –          | 1              |
| Impegno Civico – Centro Democratico | 2.239                                                   | 0,4         | –           |             | 152.363    | 25,8       | –          | 1              |
|                                     | Azione – Italia Viva                                    | 51.604      | 8,7         | 1           | 51.604     | 8,7        | –          | 1              |
|                                     | Movimento 5 Stelle                                      | 42.572      | 7,2         | –           | 42.572     | 7,2        | –          | –              |
|                                     | Italexit per l’Italia                                   | 18.960      | 3,2         | –           | 18.960     | 3,2        | –          | –              |
|                                     | Italia Sovrana e Popolare                               | 11.412      | 1,9         | –           | 11.412     | 1,9        | –          | –              |
|                                     | Vita                                                    | 8.858       | 1,5         | –           | 8.858      | 1,5        | –          | –              |
|                                     | Unione Popolare                                         | 7.740       | 1,3         | –           | 7.740      | 1,3        | –          | –              |
|                                     | Alternativa per l’Italia (PdF – Exit)                   | 2.342       | 0,4         | –           | 2.342      | 0,4        | –          | –              |
|                                     | Noi di Centro – Europeisti                              | 726         | 0,1         | –           | 726        | 0,1        | –          | –              |
| Gesamt                              | Gesamt                                                  | 591.649     | 100         | 5           | 591.649    | 100        | 3          | 8              |
|                                     |                                                         |             |             |             |            |            |            |                |
| Ungültige Stimmen                   | Ungültige Stimmen                                       | 28.291      | –           |             |            |            |            |                |
| Wähler                              | Wähler                                                  | 619.940     | 66,2        |             |            |            |            |                |
| Wahlberechtigte                     | Wahlberechtigte                                         | 936.273     |             |             |            |            |            |                |
|                                     |                                                         |             |             |             |            |            |            |                |
| Quelle: Innenministerium            |                                                         |             |             |             |            |            |            |                |